# Max von Bleichert
Adolf Max von Bleichert (* 28. Mai 1875 in Schkeuditz; † 24. Januar 1947 in Bad Sachsa) war ein deutscher Großindustrieller des Seilbahn- und Transportanlagenbaus. Gemeinsam mit seinem Bruder Paul von Bleichert leitete er das vom Vater gegründete Unternehmen Adolf Bleichert & Co., Fabrik für Drahtseilbahnen, Leipzig-Gohlis und entwickelte es zur weltweit größten Seilbahn- und Transportanlagenfabrik.

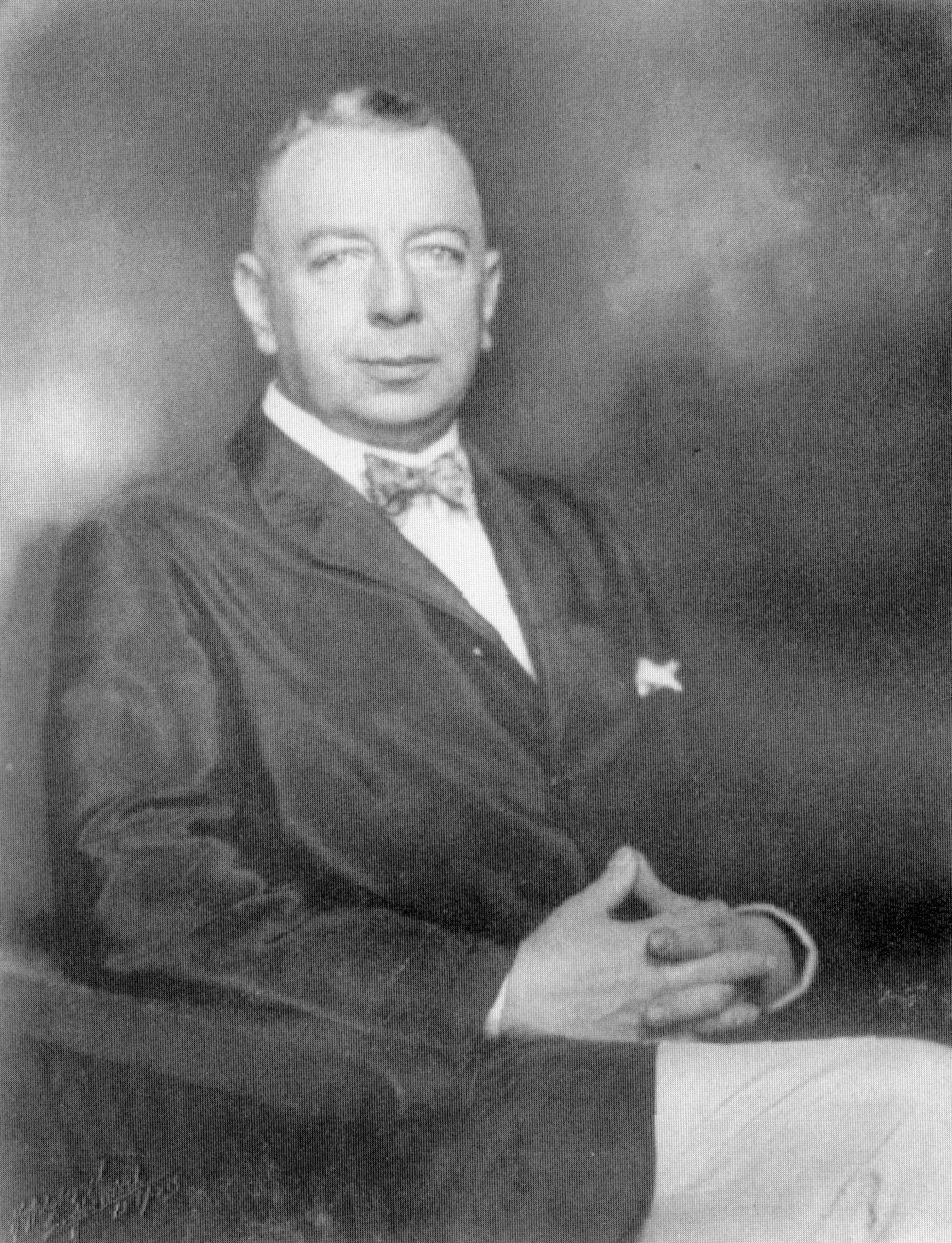
Porträt Max von Bleichert um 1920

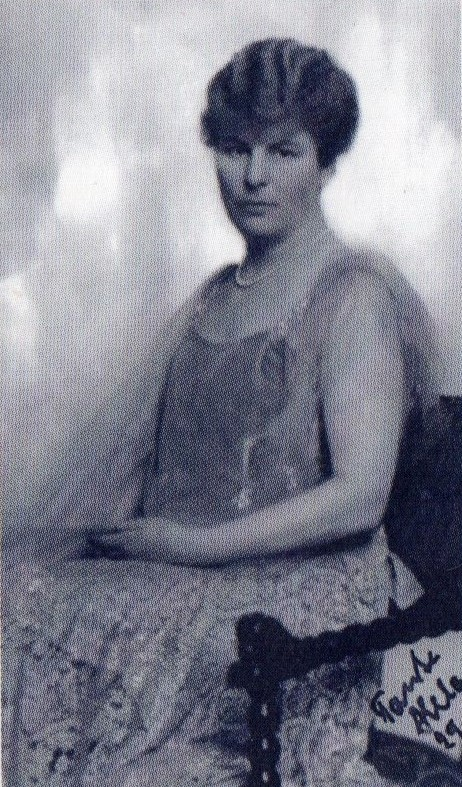
Helene von Bleichert geb. Tiedemann (1877–1948)

## Leben

### Ausbildung
Max besuchte von 1884 bis 1893 das König-Albert-Gymnasium in Leipzig. Nach bestandener Reifeprüfung erhielt er seine erste berufspraktische Ausbildung bei der Maschinenbaufirma Gebrüder Klein in Dahlbruch. Anschließend trat er seinen Militärdienst als Einjährig-Freiwilliger beim 1. Königlich Sächsischen Feldartillerie-Regiment Nr. 12 in Dresden an.
1895 begann Max sein Studium für Maschinenbau an der Technischen Hochschule Karlsruhe und wechselte zwei Semester später an die Technische Hochschule Dresden, an der er 1899 die Diplomprüfung als Ingenieur für Maschinenbau ablegte. Im Anschluss beschäftigte er sich in französischen und belgischen Industriebetrieben mit den neuesten Erkenntnissen auf dem Gebiet der Eisenkonstruktion. In New Jersey lernte er bei der Trenton Iron Company die amerikanische Erfindung der Elektrohängebahn kennen, die er später weiterentwickeln und in Europa einführen sollte.

### Firmenleitung 1901–1931
Nach dem frühzeitigen Tod des Vaters übernahmen die beiden ältesten Brüder Max und Paul am 1. Oktober 1901 gemeinsam die Leitung der Firma Adolf Bleichert & Co. Während Max für die technische Forschung, Entwicklung und Rationalisierung der Produktion zuständig war, war Paul für den kaufmännischen Bereich sowie für die Tarif- und Sozialpolitik des Unternehmens verantwortlich.
Nach Auszahlung mitbeteiligter Familienmitglieder gelangte am 1. Mai 1915 die Firma in den Alleinbesitz der Brüder. Unter ihrer Leitung entwickelte sich das Unternehmen von einer mittelständischen Firma mit Spezialisierung auf den Bau von Drahtseilbahnen zu einem weltmarktführenden Großbetrieb für Drahtseil- und Elektrohängebahnen, Transportanlagen, Verladeanlagen und Krane mit bis zu 2000 Mitarbeitern. Die Gründung von Tochterunternehmen erfolgte in den Städten Charkow, Wels und 1912 in Neuss.
Während des Ersten Weltkrieges wurde die Produktion auf die Bedürfnisse des Deutschen Heeres umgestellt. Man produzierte Munition und Granaten und entwickelte die Einseilbahn zur Feldseilbahn, mit deren Hilfe Munition und Verpflegung an die Front geliefert, vor allem aber Verwundete zur medizinischen Versorgung hinter die Frontlinien transportiert werden konnten.
1924 begingen die Brüder das 50. Gründungsjubiläum der väterlichen Firma. Die aus diesem Anlass erschienene Festschrift erwähnt, dass mit dem Bau von insgesamt 4000 Drahtseilbahnen bis zum Jahr 1924 die Gesamtleistung aller Drahtseilbahnhersteller der Welt durch die Firma Adolf Bleichert & Co. übertroffen wurde.
1926 erfolgte die Umwandlung des Unternehmens in eine Aktiengesellschaft mit 4 Millionen Reichsmark Stammkapital. Max von Bleichert fungierte fortan als Generaldirektor und Mitglied des Vorstandes. Sein Bruder Paul zog sich aufgrund gesundheitlicher Probleme ins Privatleben zurück.
Ende der Zwanziger Jahre begannen sich die krisenhaften Anzeichen im Unternehmen zu verstärken. Äußere Faktoren wie die Weltwirtschaftskrise, die Bankenkrise sowie stärkere Konkurrenz und Preisverfall, aber auch interne Fehlentscheidungen des Managements und erlahmende Produktinnovationen führten in Summe zu einem raschen Zusammenbruch des Unternehmens. Unter Einsatz seines Privatvermögens versuchte Max von Bleichert die drohende Insolvenz abzuwenden.

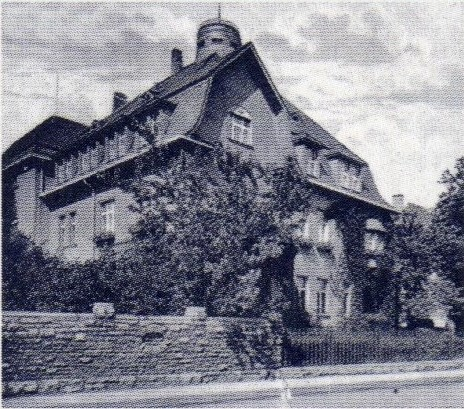
Villa Max von Bleichert in Leipzig (um 1930)

Im Frühjahr 1932 endete das Insolvenzverfahren mit einem Schuldspruch für Max von Bleichert, der noch im Dezember 1931 von der Presse als führender Kopf der deutschen Wirtschaft bezeichnet worden war. Das Urteil enthielt zudem für ihn das Verbot, erneut unter dem Namen Bleichert zu firmieren bzw. sich an Neugründungen des zu liquidierenden Unternehmens A. Bleichert & Co. A.-G. zu beteiligen.
Max von Bleichert zog sich daraufhin ins Privatleben zurück. Er lebte auf seinem Gut Splau bei Bad Schmiedeberg und in Bad Sachsa, wo er 1947 verstarb. Sein Grab befindet sich in Göttingen.

### Familie
Max von Bleichert heiratete am 7. Oktober 1901 in Dresden Emma Helene Tiedemann (* 14. Juli 1877 in Dresden; † 3. März 1948 in Göttingen), Stieftochter von Gustav Tiedemann, Besitzer der 1833 gegründeten Firma Carl Tiedemann Chemische Werke Coswig-Dresden und dessen Gattin Helene, geborene Schrödel. Der Ehe entstammten drei Söhne:
- Max Adolf ROLF (1902–1922)
- Erich WOLFRAM (1905–1991)
- HORST Manfred (1908–1987)

## Kunstsammler
Max von Bleichert und sein Bruder Paul gehörten in der Zeit vor und nach dem Ersten Weltkrieg zu den bedeutendsten privaten Kunstsammlern in Deutschland. Ihre Sammlungen umfassten Gemälde Alter und Neuer Meister, Möbel, Textilien, Silber, Bronzen, Mineralien, Porzellane und Fayencen. Zu den Werken der Sammlung gehörten die Gemälde Der Schmetterlingsjäger von Carl Spitzweg, Pan erschreckt einen Hirten von Arnold Böcklin, Adam und Eva von Franz von Stuck, Des Künstlers Tochter Käthe zu Pferde von Max Liebermann, Passiance von Jean-Baptiste Camille Corot, Le petit Lange von Édouard Manet und Der Apfelgarten von Emile Claus. Um die Insolvenz seines Unternehmens abzuwenden, bot Max von Bleichert große Teile seiner Sammlung 1931 zum Verkauf an. Das mit der Versteigerung beauftragte  Auktionshaus Rudolph Lepke schätze den Wert der Sammlung auf 1,2 Millionen Reichsmark. Der Erlös der Auktion blieb jedoch weit unter den Erwartungen und erbrachte lediglich die Summe von 272 000 Reichsmark.

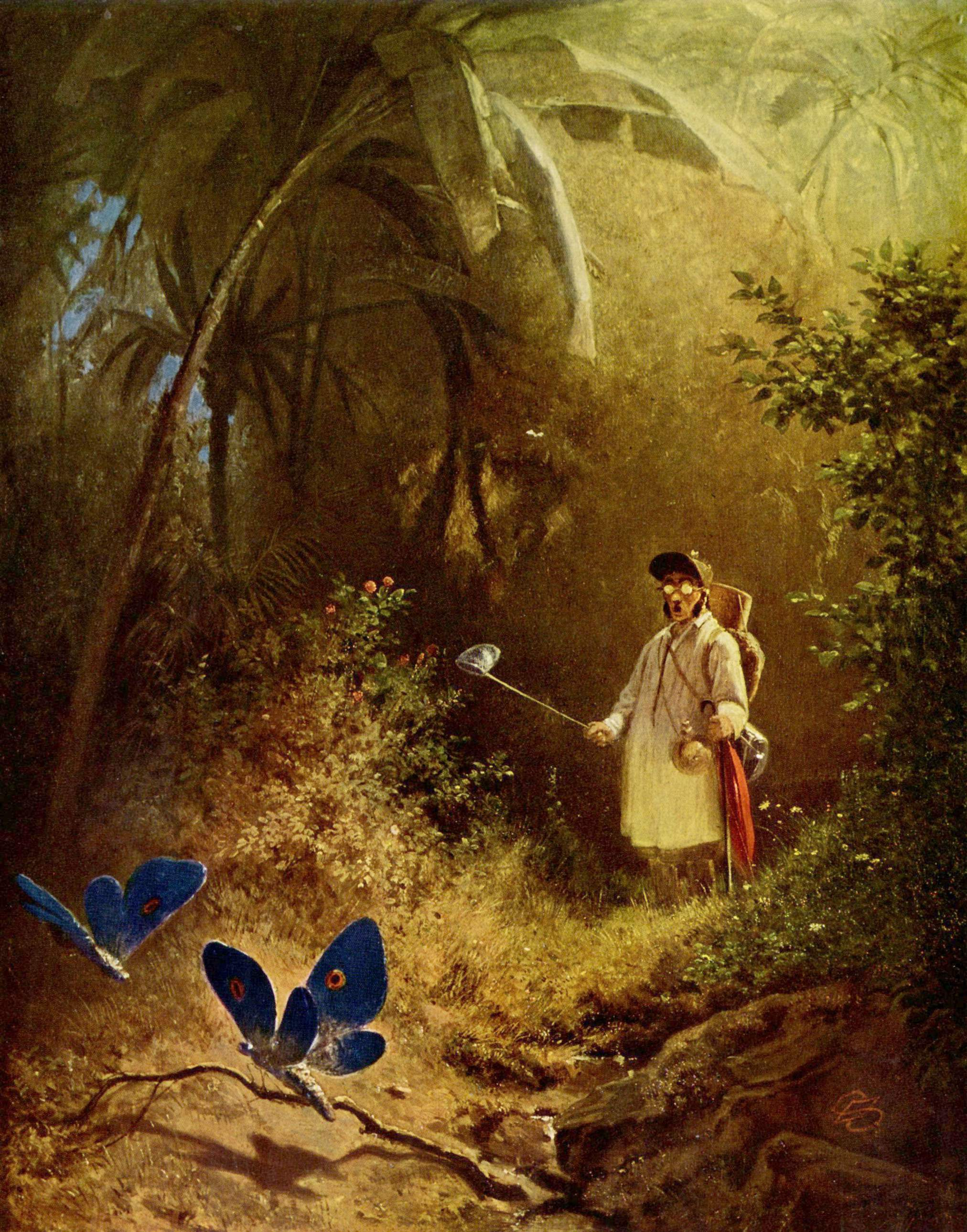
Carl Spitzweg: Der Schmetterlingsjäger
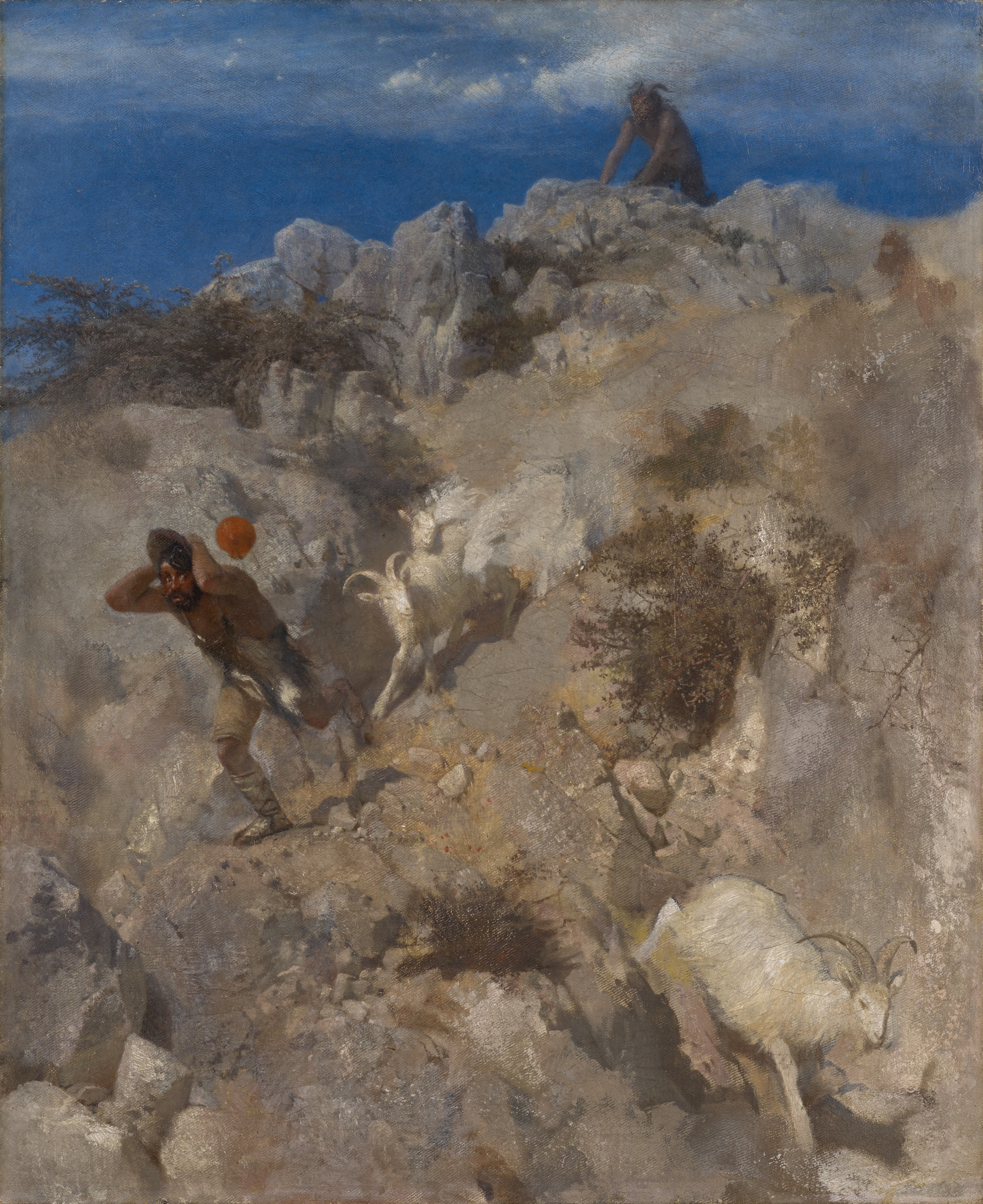
Arnold Böcklin: Pan erschreckt einen Hirten
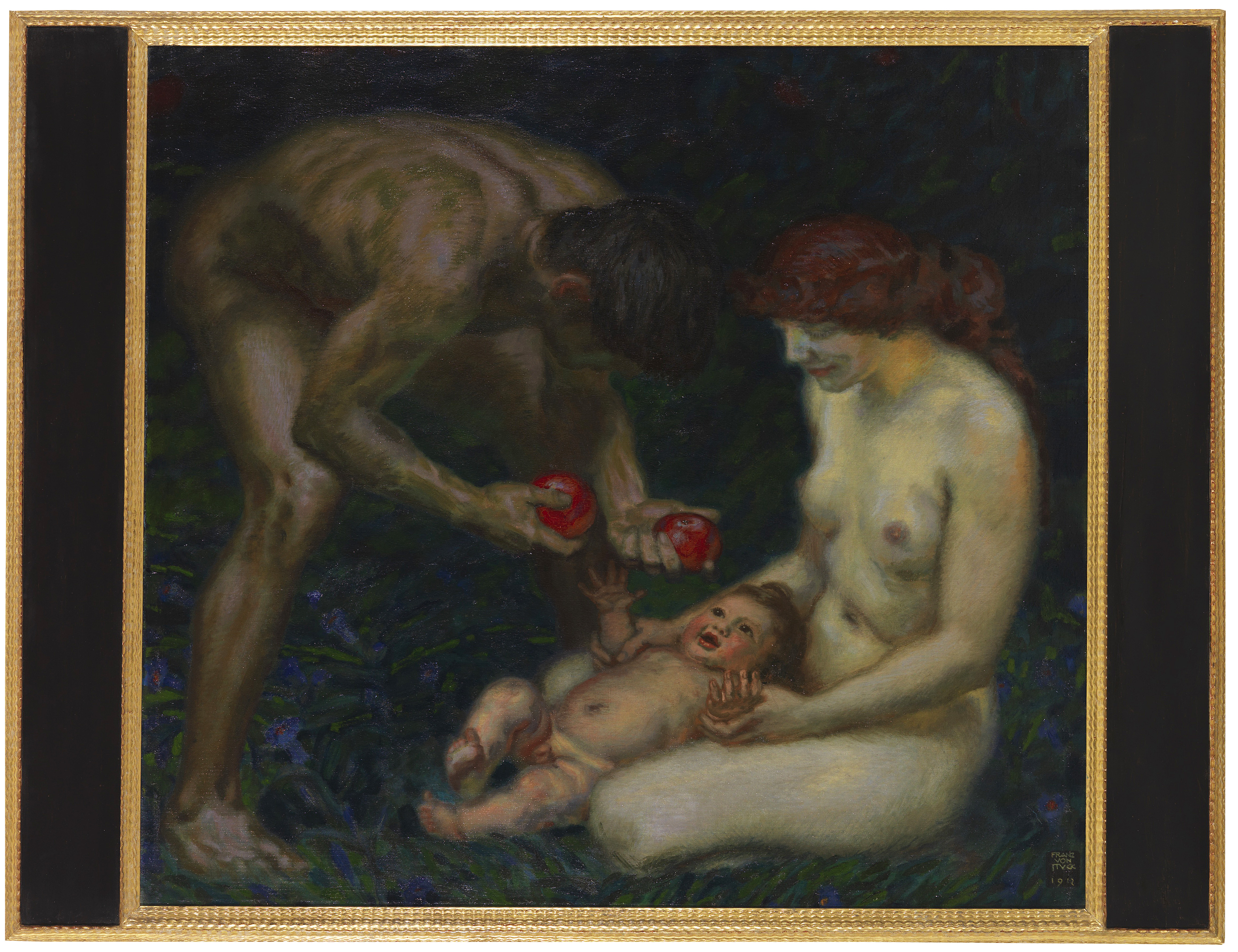
Franz von Stuck: Adam und Eva
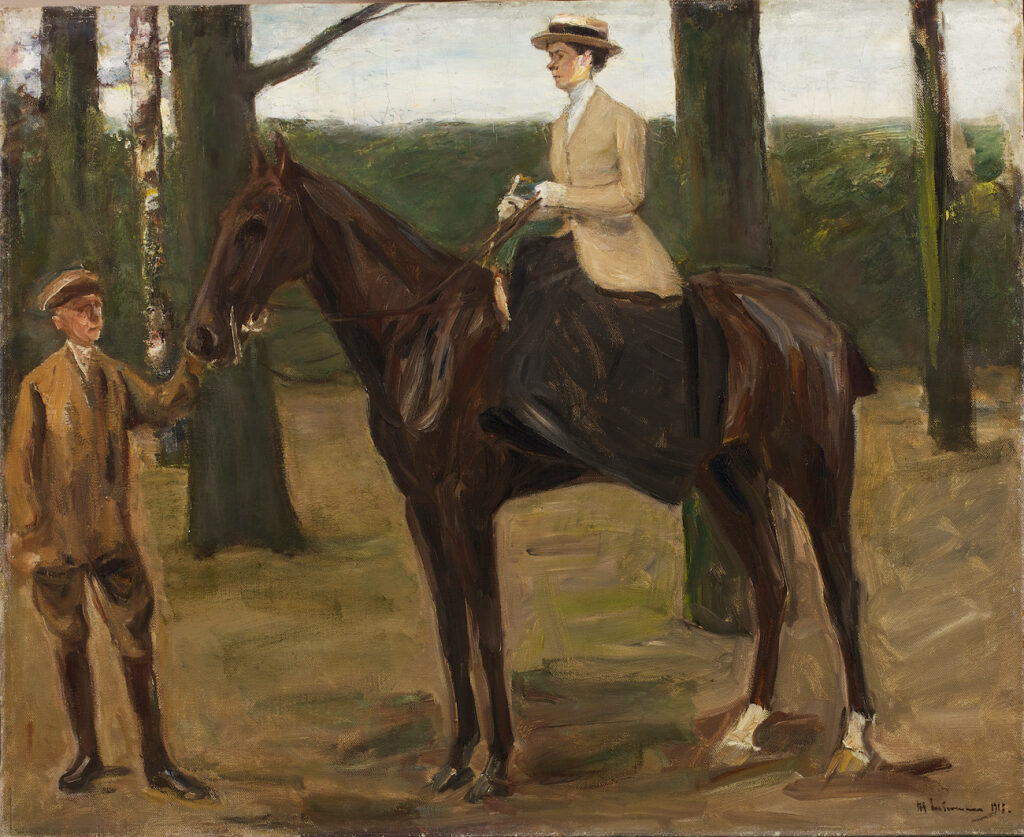
Max Liebermann: Des Künstlers Tochter Käthe zu Pferde
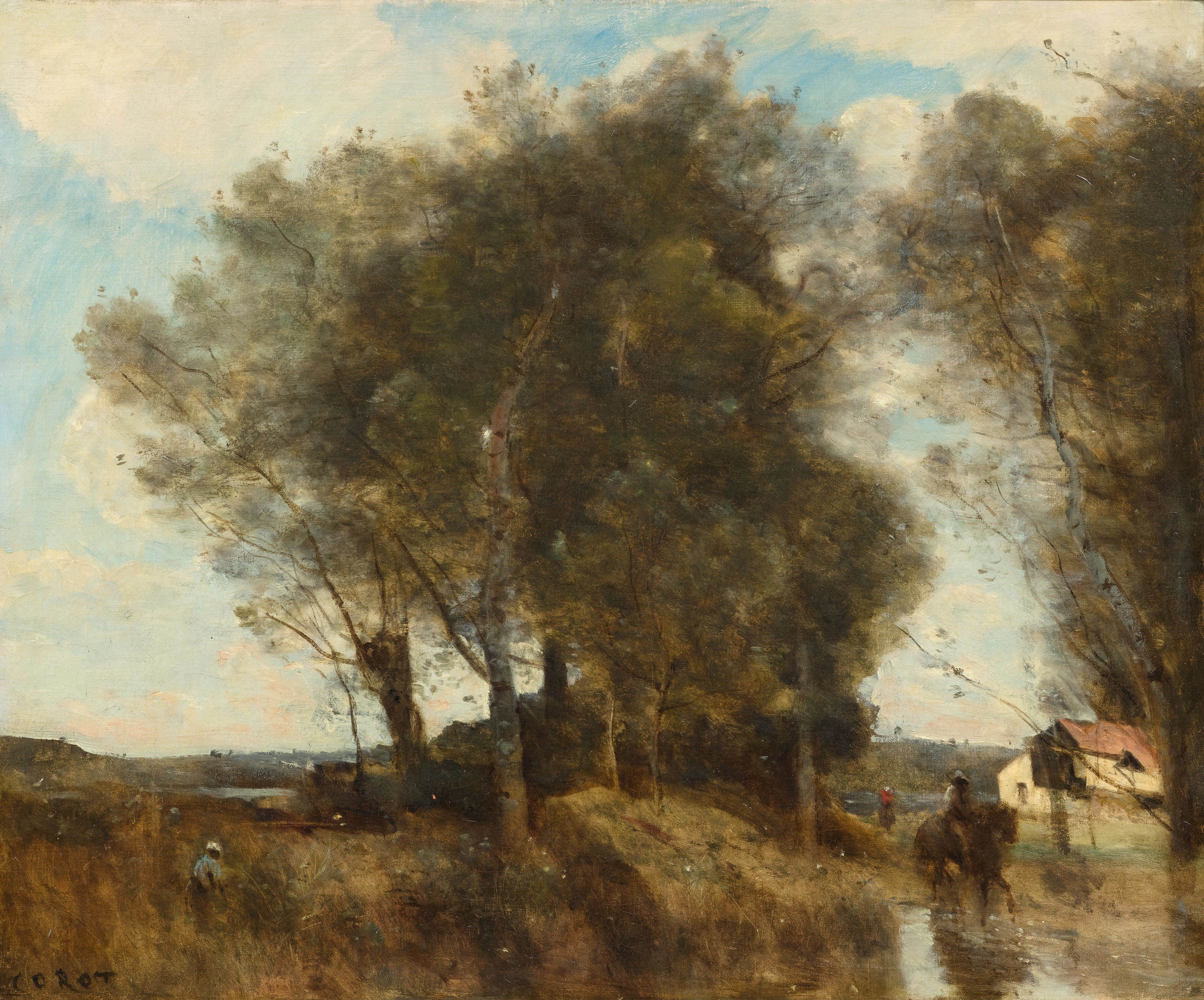
Jean-Baptiste Camille Corot: Passiance
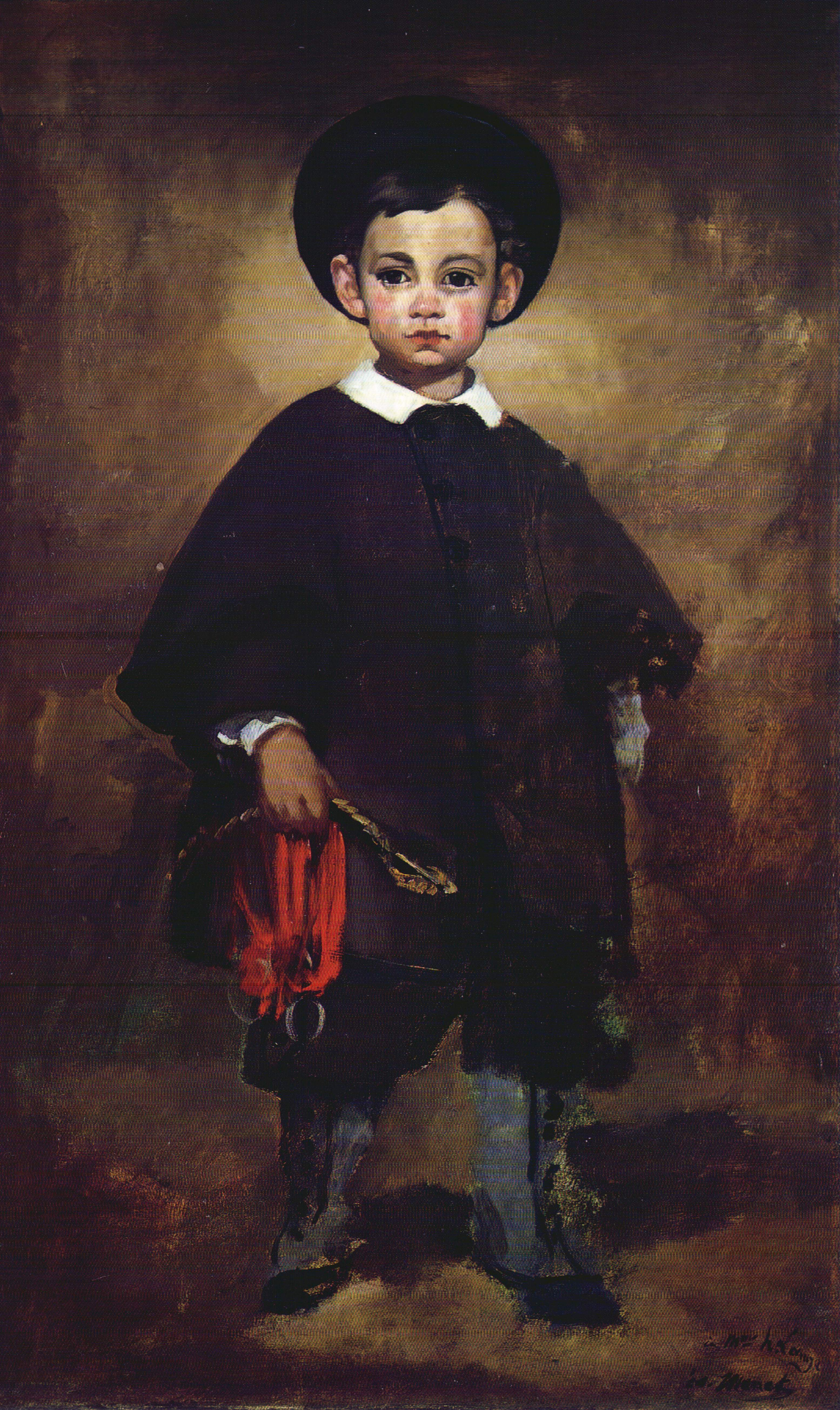
Édouard Manet: Le petit Lange
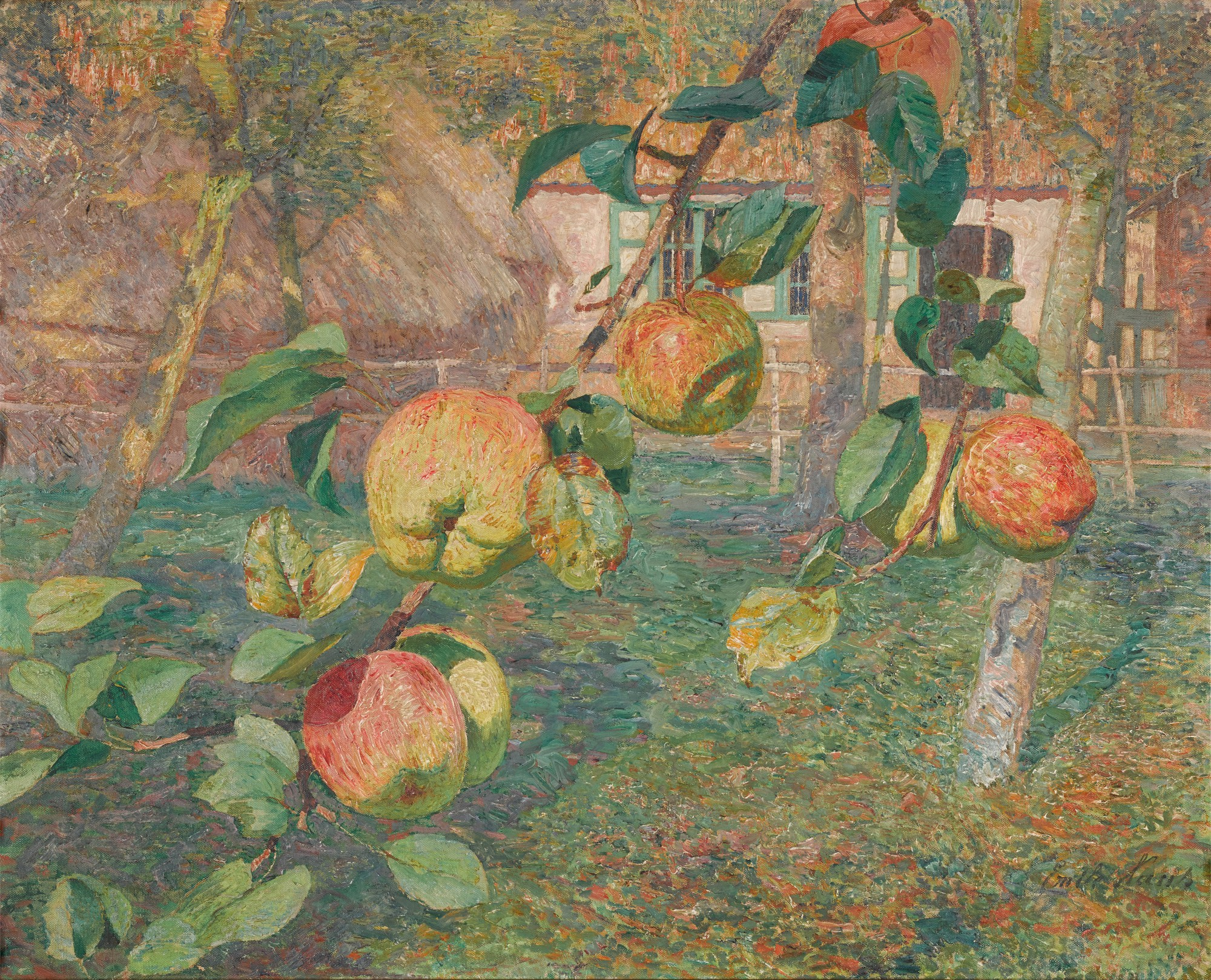
Emile Claus: Der Apfelgarten

## Nobilitierung, Titel, Mitgliedschaften
- 1912: Königlich Sächsischer Kommerzienrat
- 1917–1919: Vorsitzender des Verbandes der Metallindustriellen im Bezirk Leipzig
- 1918: Erhebung in den erblichen Adelsstand[10]
- 1922: Mitgliedschaft Gesellschaft Harmonie[11]
- 1924: Ehrensenator der Technischen Hochschule Dresden
- 1924: Doktor Ingenieur ehrenhalber der Technischen Hochschule Dresden
- 1929: Gründungsmitglied des Rotary Clubs Leipzig[12]